# Upselaspis caparti
Upselaspis caparti är en kräftdjursart som först beskrevs av Fage 1951.  Upselaspis caparti ingår i släktet Upselaspis och familjen Bodotriidae. Inga underarter finns listade i Catalogue of Life.